# Phlionte
Phlionte (en grec ancien : Φλιοῦς ou mieux Φλειοῦς / Phlioús ou Phleioús) est une cité grecque du Péloponnèse, située au sud de Sicyone et au sud-ouest de Corinthe, à proximité de la localité moderne de Némée.

## Histoire
La cité est fondée à l'âge du bronze, durant l'époque mycénienne. Ce sont des colons originaires de Phlionte et de Cléones qui fondèrent Clazomènes, une cité grecque d'Ionie, au milieu du XIe siècle av. J.-C.
Pendant les guerres médiques, Phlionte prend part au conflit en envoyant 200 hommes combattre aux Thermopyles, puis 1000 hommes à Platées. La cité est d'abord gouvernée par un roi, puis par un régime oligarchique. Elle a également connu une courte parenthèse démocratique de -390 à -380. Pendant la guerre du Péloponnèse, elle est la fidèle alliée de Sparte. Au cours de l'hiver -417--416, son territoire est ravagé par Argos, dont elle avait accueilli les bannis.
Au début du IVe siècle av. J.-C., Phlionte se montre néanmoins moins partisane de Sparte. En -395, elle laisse la cité laconienne affronter une coalition d'Athéniens, de Thébains et de Corinthiens devant Corinthe. Alors que la guerre se poursuit, Phlionte est ravagée par les peltastes mercenaires (fantassins légers) d'Iphicrate. En -384, Phlionte bannit sa faction oligarchique. Les bannis se plaignent à Sparte, qui demande leur réintégration. Phlionte accepte de mauvaise grâce mais refuse de restituer leurs biens aux oligarques : le roi Agésilas II intervient en -381 et assiège la cité pendant 18 mois. Réduits par la famine, les Phliasiens doivent accepter les conditions d'Agésilas.
Au IIIe siècle av. J.-C., Phlionte rejoint la Ligue achéenne dans sa lutte contre le Spartiate Cléomène III. Après qu'Aratos, chef de la Ligue, a appelé la Macédoine au secours, Antigone III Doson en profite pour s'emparer de Corinthe et d'une partie du Péloponnèse, dont Phlionte. Selon Pausanias, la divinité principale de la cité est Hébé, déesse de la jeunesse.
Phlionte est le lieu d'origine des philosophes Timon, Asclépiade et Axiothée et du musicien Thrasylle de Phlionte.

## Phlionte dans la littérature
C’est à Phlionte que se situe le dialogue de Platon intitulé Phédon, qui relate en détail la mort de Socrate.